# Karpin (powiat choszczeński)
Karpin (niem. Mürbenfelde) – osada w Polsce położona w województwie zachodniopomorskim, w powiecie choszczeńskim, w gminie Drawno. W latach 1975–1998 miejscowość administracyjnie należała do województwa gorzowskiego. W roku 2007 osada liczyła 9 mieszkańców. Osada wchodzi w skład sołectwa Kiełpino. 

## Geografia
Osada leży ok. 4,5 km na południowy wschód od Kiełpina, ok. 500 m na południe od jeziora Piaseczno.